# École-Valentin
Pour les articles homonymes, voir Valentin.
École-Valentin est une commune française située dans le département du Doubs, la région culturelle et historique de Franche-Comté et la région administrative Bourgogne-Franche-Comté. Membre de la communauté urbaine Grand Besançon Métropole et distante de 5 km du centre-ville de Besançon, elle comptait 2 620 habitants nommés Écovaliens et Écovaliennes en 2022.

## Géographie
La commune, située au nord de Besançon, est traversée par la N 57. Elle fait partie de Grand Besançon Métropole.

### Accès
Le péage de la sortie « Besançon-Nord » de l'autoroute A36 est situé sur la commune d'École-Valentin.
La zone commerciale d'École-Valentin est desservie par de multiples lignes du réseau Ginko :  8  64  65  66  67  ainsi qu'une gare, desservie par les trains de la navette Besançon-TGV <> Besançon-Viotte.

### Situation

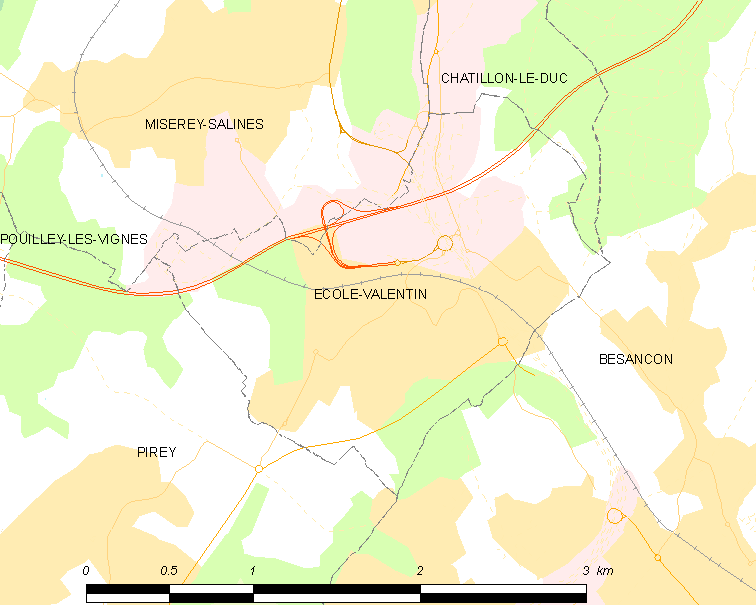
Situation d'École-Valentin.

### Climat
Pour des articles plus généraux, voir Climat de la Bourgogne-Franche-Comté et Climat du Doubs.
En 2010, le climat de la commune est de type climat de montagne, selon une étude du Centre national de la recherche scientifique s'appuyant sur une série de données couvrant la période 1971-2000. En 2020, Météo-France publie une typologie des climats de la France métropolitaine dans laquelle la commune est exposée à un climat semi-continental et est dans la région climatique  Jura, caractérisée par une forte pluviométrie en toutes saisons (1 000 à 1 500 mm/an), des hivers rigoureux et un ensoleillement médiocre. 
Pour la période 1971-2000, la température annuelle moyenne est de 10,3 °C, avec une amplitude thermique annuelle de 17,2 °C. Le cumul annuel moyen de précipitations est de 1 161 mm, avec 12,8 jours de précipitations en janvier et 9,5 jours en juillet. Pour la période 1991-2020, la température moyenne annuelle observée sur la station météorologique de Météo-France la plus proche, « Besançon », sur la commune de Besançon à 4 km à vol d'oiseau, est de 11,4 °C et le cumul annuel moyen de précipitations est de 1 157,0 mm. 
La température maximale relevée sur cette station est de 40,3 °C, atteinte le 28 juillet 1921 ; la température minimale est de −20,7 °C, atteinte le 9 janvier 1985,,. 
| Mois                                  | jan.             | fév.             | mars          | avril           | mai             | juin           | jui.            | août           | sep.            | oct.            | nov.             | déc.             | année      |
| ------------------------------------- | ---------------- | ---------------- | ------------- | --------------- | --------------- | -------------- | --------------- | -------------- | --------------- | --------------- | ---------------- | ---------------- | ---------- |
| Température minimale moyenne (°C)     | 0,1              | 0,2              | 3             | 5,6             | 9,4             | 12,9           | 14,7            | 14,5           | 11,1            | 7,7             | 3,5              | 0,9              | 7          |
| Température moyenne (°C)              | 2,9              | 3,9              | 7,5           | 10,8            | 14,6            | 18,2           | 20,2            | 20             | 16              | 11,9            | 6,7              | 3,7              | 11,4       |
| Température maximale moyenne (°C)     | 5,8              | 7,6              | 12,1          | 16,1            | 19,9            | 23,6           | 25,7            | 25,5           | 21              | 16,1            | 10               | 6,4              | 15,8       |
| Record de froid (°C) date du record   | −20,7 09.01.1985 | −20,6 10.02.1956 | −14 01.03.05  | −5,2 02.04.1952 | −2,4 03.05.1909 | 2,1 02.06.1936 | 4,5 18.07.1970  | 3,4 20.08.1885 | −0,1 25.09.1931 | −6,1 28.10.1887 | −11,3 28.11.1915 | −19,3 30.12.1939 | −20,7 1985 |
| Record de chaleur (°C) date du record | 18,6 01.01.23    | 21,7 29.02.1960  | 25,1 31.03.21 | 29,1 27.04.1893 | 32,2 26.05.1892 | 36,6 18.06.22  | 40,3 28.07.1921 | 38,3 12.08.03  | 34,6 05.09.1949 | 30,1 07.10.09   | 23 02.11.1899    | 20,8 16.12.1989  | 40,3 1921  |
| Ensoleillement (h)                    | 684              | 968              | 1 528         | 1 838           | 208             | 2 308          | 2 487           | 2 372          | 1 836           | 1 316           | 749              | 562              | 18 725     |
| Précipitations (mm)                   | 89,7             | 81,2             | 85            | 86,6            | 107,9           | 97,5           | 88,8            | 96,1           | 100,7           | 111,7           | 106,5            | 105,3            | 1 157      |

| Diagramme climatique                                  |            |         |             |              |              |              |              |             |              |            |             |
| J                                                     | F          | M       | A           | M            | J            | J            | A            | S           | O            | N          | D           |
| 5,80,189,7                                            | 7,60,281,2 | 12,1385 | 16,15,686,6 | 19,99,4107,9 | 23,612,997,5 | 25,714,788,8 | 25,514,596,1 | 2111,1100,7 | 16,17,7111,7 | 103,5106,5 | 6,40,9105,3 |
| Moyennes : • Temp. maxi et mini °C • Précipitation mm |            |         |             |              |              |              |              |             |              |            |             |

Les paramètres climatiques de la commune ont été estimés pour le milieu du siècle (2041-2070) selon différents scénarios d'émission de gaz à effet de serre à partir des nouvelles projections climatiques de référence DRIAS-2020. Ils sont consultables sur un site dédié publié par Météo-France en novembre 2022.

## Urbanisme

### Typologie
Au 1er janvier 2024, École-Valentin est catégorisée ceinture urbaine, selon la nouvelle grille communale de densité à 7 niveaux définie par l'Insee en 2022.
Elle appartient à l'unité urbaine de Besançon, une agglomération intra-départementale dont elle est une commune de la banlieue,. Par ailleurs la commune fait partie de l'aire d'attraction de Besançon, dont elle est une commune de la couronne,. Cette aire, qui regroupe 310 communes, est catégorisée dans les aires de 200 000 à moins de 700 000 habitants,.

### Occupation des sols
L'occupation des sols de la commune, telle qu'elle ressort de la base de données européenne d’occupation biophysique des sols Corine Land Cover (CLC), est marquée par l'importance des territoires artificialisés (64,1 % en 2018), en augmentation par rapport à 1990 (56,2 %). La répartition détaillée en 2018 est la suivante : 
zones urbanisées (41,2 %), zones industrielles ou commerciales et réseaux de communication (22,9 %), forêts (19,3 %), zones agricoles hétérogènes (16,6 %). L'évolution de l’occupation des sols de la commune et de ses infrastructures peut être observée sur les différentes représentations cartographiques du territoire : la carte de Cassini (XVIIIe siècle), la carte d'état-major (1820-1866) et les cartes ou photos aériennes de l'IGN pour la période actuelle (1950 à aujourd'hui).

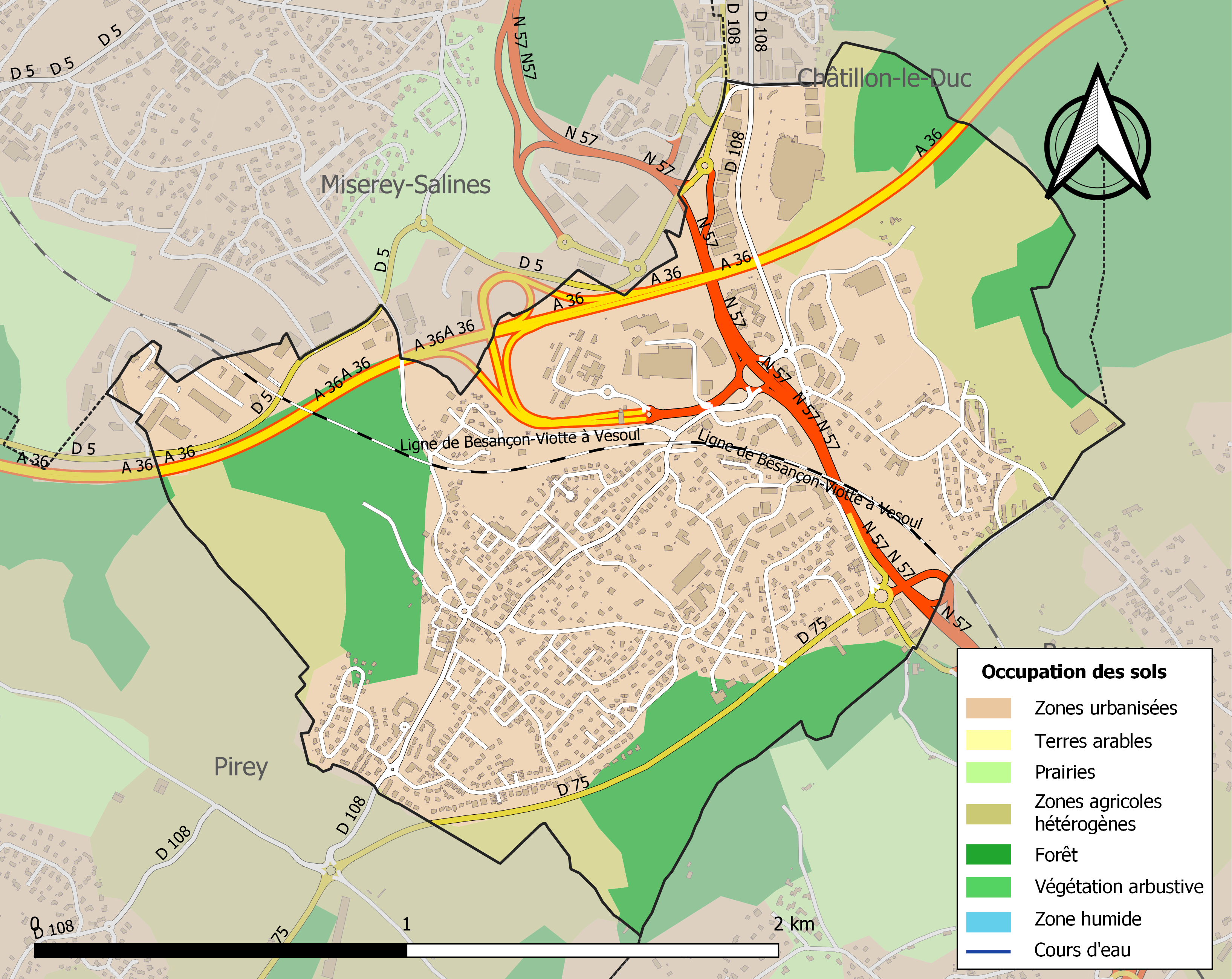
Carte des infrastructures et de l'occupation des sols de la commune en 2018 (CLC).

## Toponymie
École est mentionnée au XIVe siècle sous les noms d'Escole, Acole ou Escholle.

## Histoire
Aucun vestige notable de la préhistoire n’est découvert à École-Valentin.
Les seuls vestiges de l’antiquité sont un four à briques, près de la fontaine Saint Georges, et des murs gallo romains, découverts et détruits lors des travaux de l’autoroute A36, en 1978.
L’histoire d’École-Valentin est liée aux institutions religieuses qui s’y étaient établies et y possédaient des terres. Les premières mentions d’École datent du XIIIe siècle.
XIVe siècle
Les terres se répartissent entre l’hôpital du Saint Esprit, le chapitre de la madeleine, le chapitre métropolitain et des particuliers.
XVe siècle
Valentin est détruite par une bande de routiers en 1435.
XVIe siècle
- Des conflits opposent les habitants d’École à l’hôpital du Saint Esprit, nécessitant l’intervention de Charles Quint en 1552 et en 1559.
- Les décennies 1550 et suivantes sont marquées par des conflits avec les villages voisins, Pirey et Miserey, sur les droits de pâturage et le parcours des bêtes.
- Des brigands attaquent les voyageurs en 1540 aux alentours du village.

XVIIe siècle
- Pirey est toujours en conflit avec École au sujet des frontières entre les deux villages. En 1683, un nouveau conflit éclate au sujet de la source d’École, qui selon le seigneur de Pirey, serait détournée à École.
- Lors du siège de Besançon par Louis XIV en 1674, École serait épargnée, contrairement à Pirey qui est partiellement détruite.

XVIIIe siècle
- 1782 : Charles Louis Devanne (apothicaire) et sa femme, Marie Joseph Vautherot, s’installent à la seigneurie et obtiennent du roi le titre de seigneur en 1787. Cette période marque la fin du chapitre métropolitain à École[14].

XXe siècle
Le 1er janvier 1973 : École et Valentin deviennent communes associées : École-Valentin.

## Politique et administration

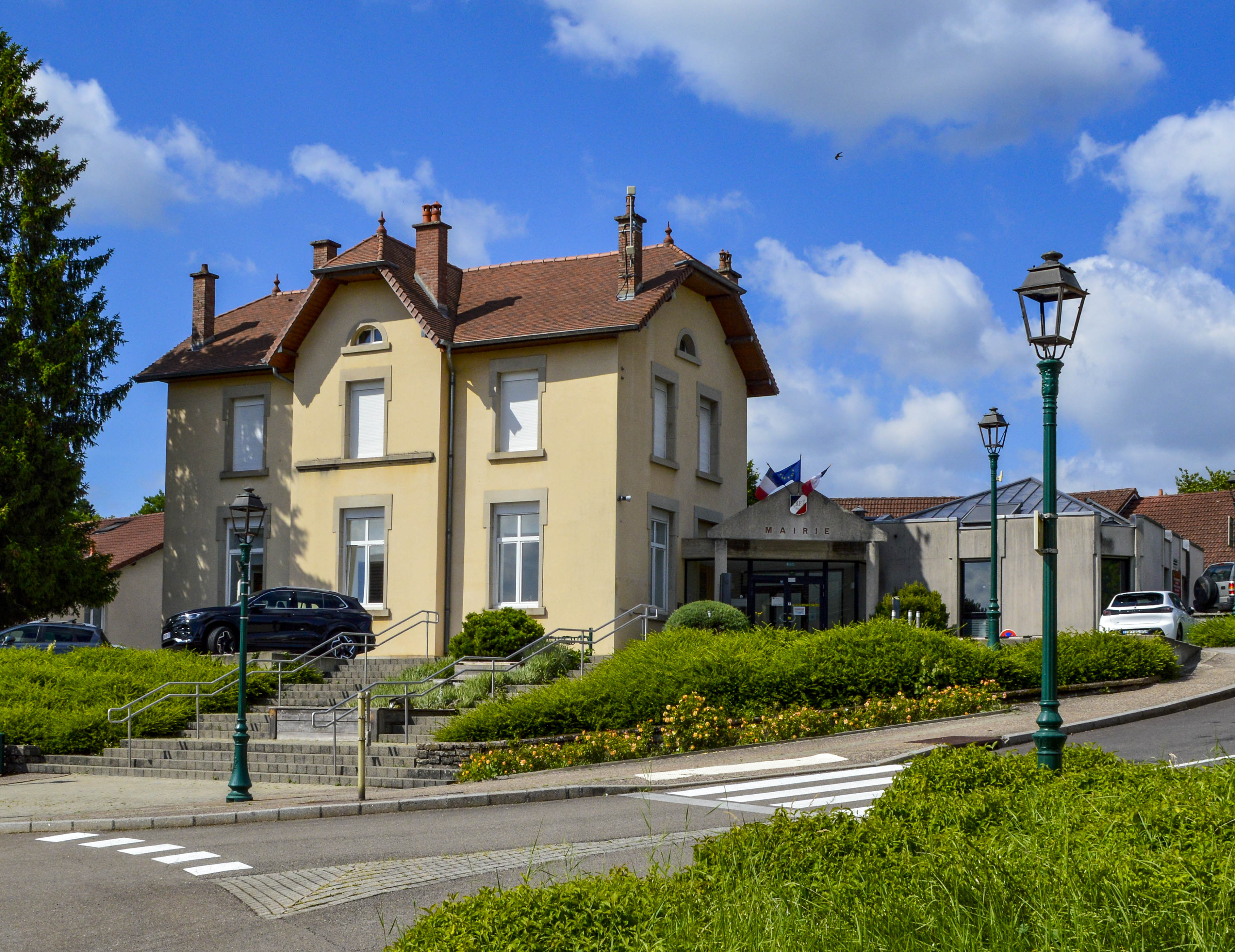
La mairie d'École-Valentin.

### Administration municipale

#### Liste des maires
| Période                                  | Période                     | Identité                                   | Étiquette    | Qualité          |
| ---------------------------------------- | --------------------------- | ------------------------------------------ | ------------ | ---------------- |
| 1983                                     | 2008                        | André Baverel                              | DVD puis UMP | Maire            |
| mars 2008                                | En cours (au 1er juin 2020) | Yves Guyen, Réélu pour le mandat 2020-2026 | UMP-LR       | Retraité - Maire |
| Les données manquantes sont à compléter. |                             |                                            |              |                  |

### Jumelages
Rathcoole (Irlande) depuis 2000.

## Démographie
L'évolution du nombre d'habitants est connue à travers les recensements de la population effectués dans la commune depuis 1793. Pour les communes de moins de 10 000 habitants, une enquête de recensement portant sur toute la population est réalisée tous les cinq ans, les populations de référence des années intermédiaires étant quant à elles estimées par interpolation ou extrapolation. Pour la commune, le premier recensement exhaustif entrant dans le cadre du nouveau dispositif a été réalisé en 2007.

En 2022, la commune comptait 2 620 habitants, en évolution de +3,07 % par rapport à 2016 (Doubs : +1,88 %, France hors Mayotte : +2,11 %).
| 1793 | 1800 | 1806 | 1821 | 1831 | 1836 | 1841 | 1846 | 1851 |
| ---- | ---- | ---- | ---- | ---- | ---- | ---- | ---- | ---- |
| 77   | 95   | 81   | 77   | 90   | 120  | 170  | 233  | 258  |

| 1856 | 1861 | 1866 | 1872 | 1876 | 1881 | 1886 | 1891 | 1896 |
| ---- | ---- | ---- | ---- | ---- | ---- | ---- | ---- | ---- |
| 227  | 237  | 242  | 307  | 264  | 224  | 164  | 177  | 155  |

| 1901 | 1906 | 1911 | 1921 | 1926 | 1931 | 1936 | 1946 | 1954 |
| ---- | ---- | ---- | ---- | ---- | ---- | ---- | ---- | ---- |
| 205  | 111  | 216  | 372  | 245  | 226  | 264  | 275  | 274  |

| 1962 | 1968 | 1975  | 1982  | 1990  | 1999  | 2006  | 2007  | 2012  |
| ---- | ---- | ----- | ----- | ----- | ----- | ----- | ----- | ----- |
| 193  | 586  | 1 093 | 1 240 | 1 860 | 2 153 | 2 298 | 2 319 | 2 334 |

| 2017  | 2022  | - | - | - | - | - | - | - |
| ----- | ----- | - | - | - | - | - | - | - |
| 2 609 | 2 620 | - | - | - | - | - | - | - |

## Économie
Une tuilerie est mentionnée à partir de 1842. Elle produisait alors 70 000 tuiles par an. Sa production passe à 1 million de tuiles et 500 000 briques par an dans les années 1960. La tuilerie brûle en 1973.
Une importante zone commerciale est implantée sur la commune d'École-Valentin (ainsi que sur les communes limitrophes de Miserey-Salines et de Châtillon-le-Duc).

## Lieux et monuments
- Église Saint-Georges, construite en 1848 à l'emplacement de l'ancienne chapelle, datant de 1629. Le clocher de l'ancienne chapelle est conservé jusqu'en 1891, date à laquelle il est détruit pour être remplacé par un nouveau clocher, conçu par l'architecte Dampenon[14]. Des tableaux remarquables sont présents.
- La fontaine lavoir-abreuvoir Saint-Georges en contrebas du village, datant de 1630, située sur la route antique romaine pavée reliant Besançon à Vesoul. Elle est couverte par l'architecte Dampenon en 1887-1889[14].
- Bâtiment de la Mission (datant de 1816-1817) dont les travaux sont commandités par le riche abbé Bardenet. Elle accueille huit missionnaires à partir de 1818, puis douze. La Mission est héritière de la Mission de Beaupré, supprimée en 1791, et de l’Hôpital du Saint Esprit à École, dont elle reprend les propriétés. La mission abritera à partir de 1903-1905 un collège privé de frères maristes, déménagé à Pirey en 1970-1971. Ces deux bâtiments sont aujourd’hui reconvertis pour accueillir des appartements privés ainsi que plusieurs entreprises. L’ensemble comprend une chapelle qui abrite une relique de la ceinture de la vierge, héritée de Beaupré. Elle abrita également le corps de la fille de l’ambassadeur de France en Suède, mademoiselle de Montalembert, morte à Besançon en 1829[14].
- Château appelé château du Saint-Esprit construit de 1557 à 1559 par le commandeur de l'ordre des Hospitaliers du Saint-Esprit, Claude Buffet, peut-être sur une base médiévale comme l'attestent quelques pierres angulaires visibles sur le château.[réf. souhaitée]

Monuments d'École-Valentin
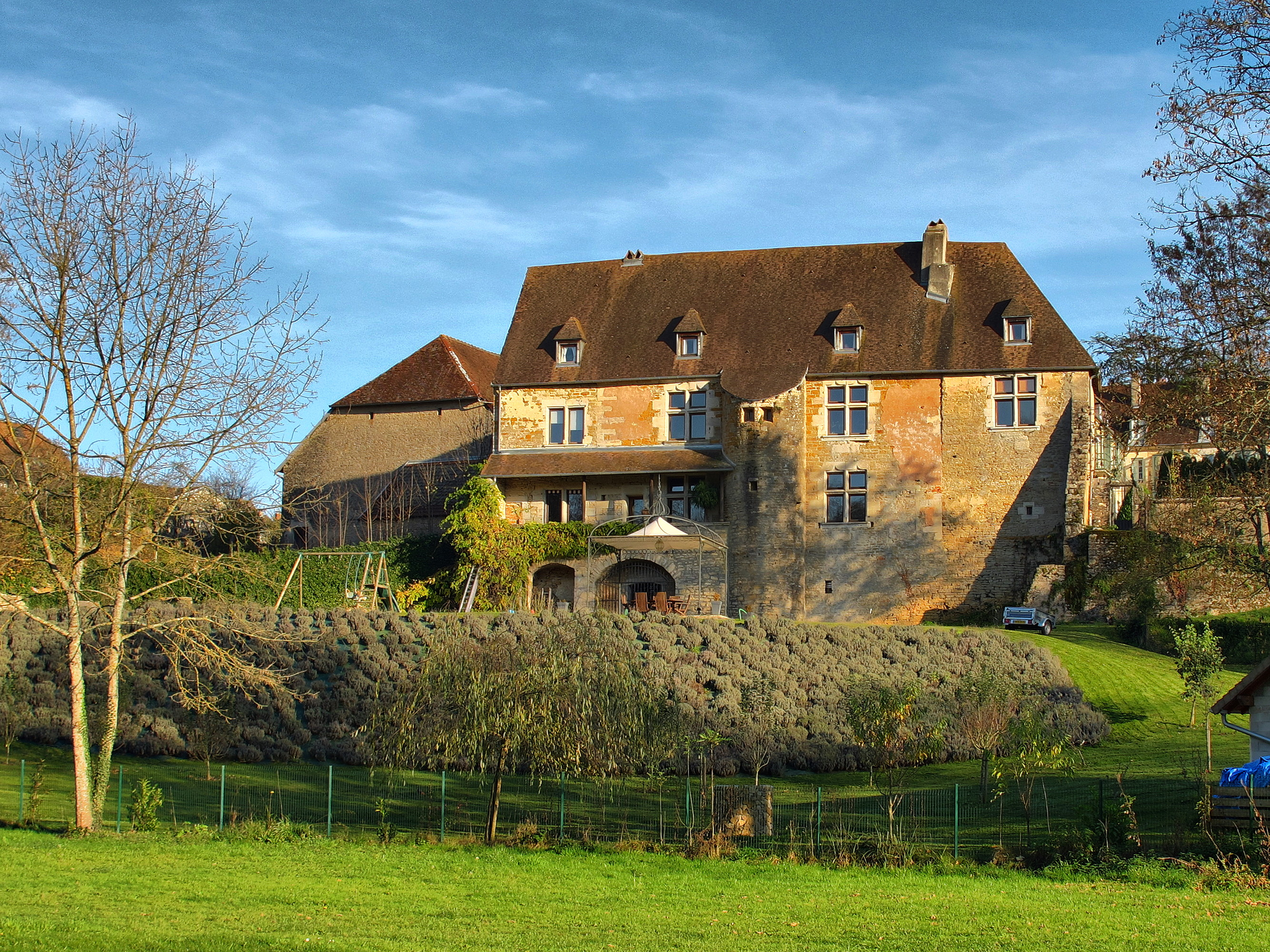
Le château
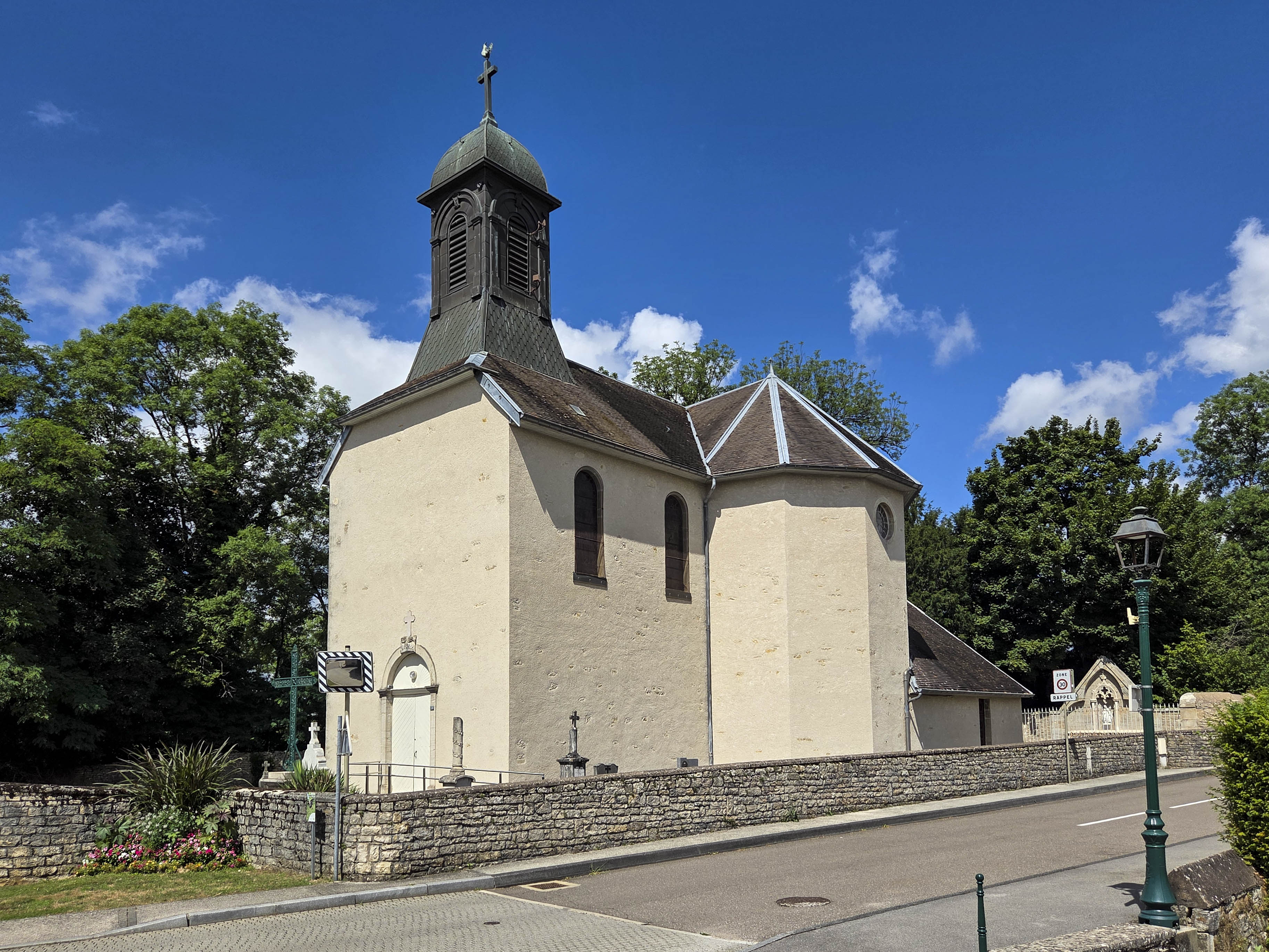
L'église Saint-Georges
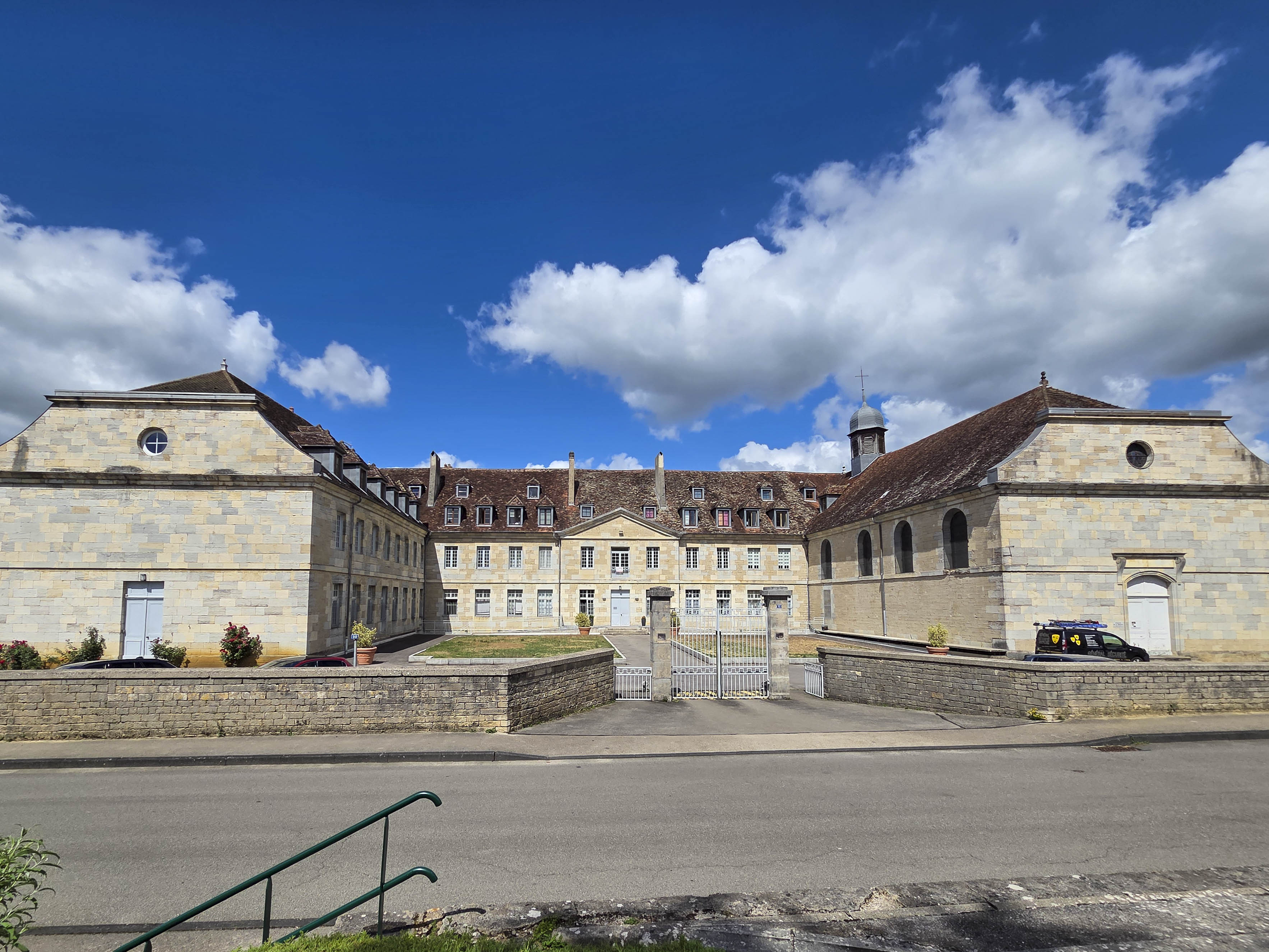
L'ancienne Mission
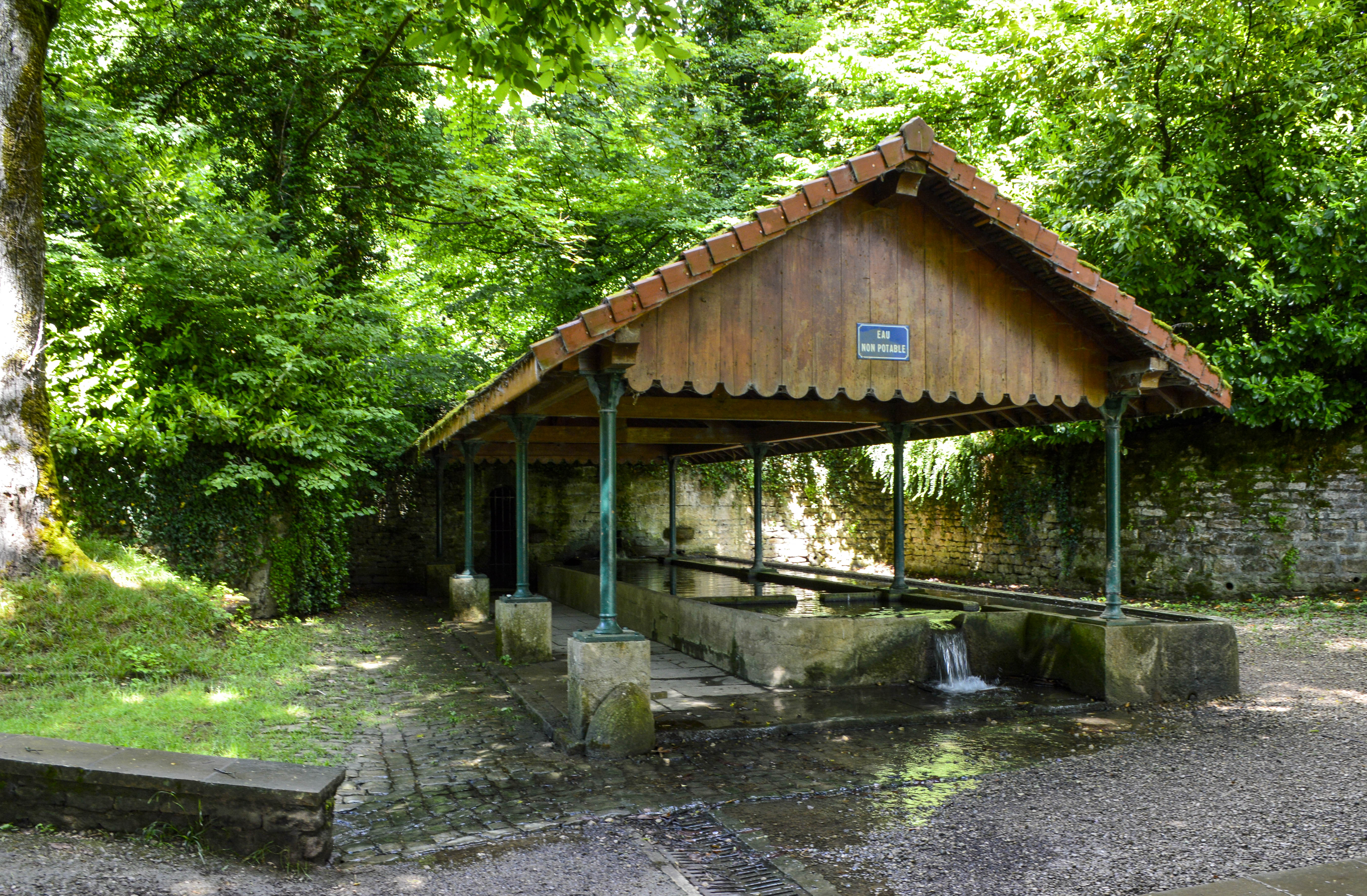
La fontaine Saint-Georges

## L'ordre des hospitaliers du Saint-Esprit
L'ordre des Hospitaliers du Saint-Esprit est un ordre religieux fondé par Guy de Montpellier au XIIe siècle, avec de nombreuses émanations en France et en Europe et notamment en Franche-Comté où l'Ordre, sous l'impulsion de ses recteurs, a fait construire au Moyen Âge l'hôpital du Saint-Esprit, à Besançon (actuelle rue Goudimel), dont le rôle était d'accueillir malades, femmes en couches, voyageurs et orphelins. Ne persistent de cet hôpital que l'église du Saint-Esprit actuellement temple protestant, une galerie en bois sculpté superbe et les bases de la tour historique[réf. nécessaire].
Le château d’École-Valentin était possession de l'Ordre et de son commandeur, il servait de château d'apparat, de lieu de chapitre et gérait les nombreuses fermes des hôpitaux sous sa dépendance sur les terres d’École et de Valentin entre autres.
Le château est remarquable par sa façade Renaissance, ses latrines à double étage en demi-tour ronde, son escalier à vis (viorbe) dans la tour carrée, ses quatre monumentales cheminées, ses plafonds à la française, etc.
On peut y voir à plusieurs endroits le blason du commandeur de l'Ordre ainsi que la croix de l'ordre du Saint-Esprit (à douze pointes).
Le château a été inhabité aux XIXe et XXe siècles, et servit cependant comme salle de classe de travaux pratiques pour les élèves maristes du Prieuré, bâtiment créé au milieu du XIXe siècle en face du château, à côté de la Mission de Beaupré, très beau monastère situé également à côté du château, datant lui de 1812.
Le château du Saint-Esprit a été racheté en 2000 par la famille Gayet qui le rénove depuis[réf. souhaitée].

## Les écoles d'École
Avant 1825, les écoliers se rendaient dans la commune voisine de Pirey pour étudier. La commune acquiert ensuite une maison pour faire l'école. En 1931-1933, la mairie-école est construite. Elle sera utilisée jusqu'à la création du groupe scolaire Robert Delavaux en 1970-1971. Les élèves de Valentin viennent étudier à École à partir de 1978.

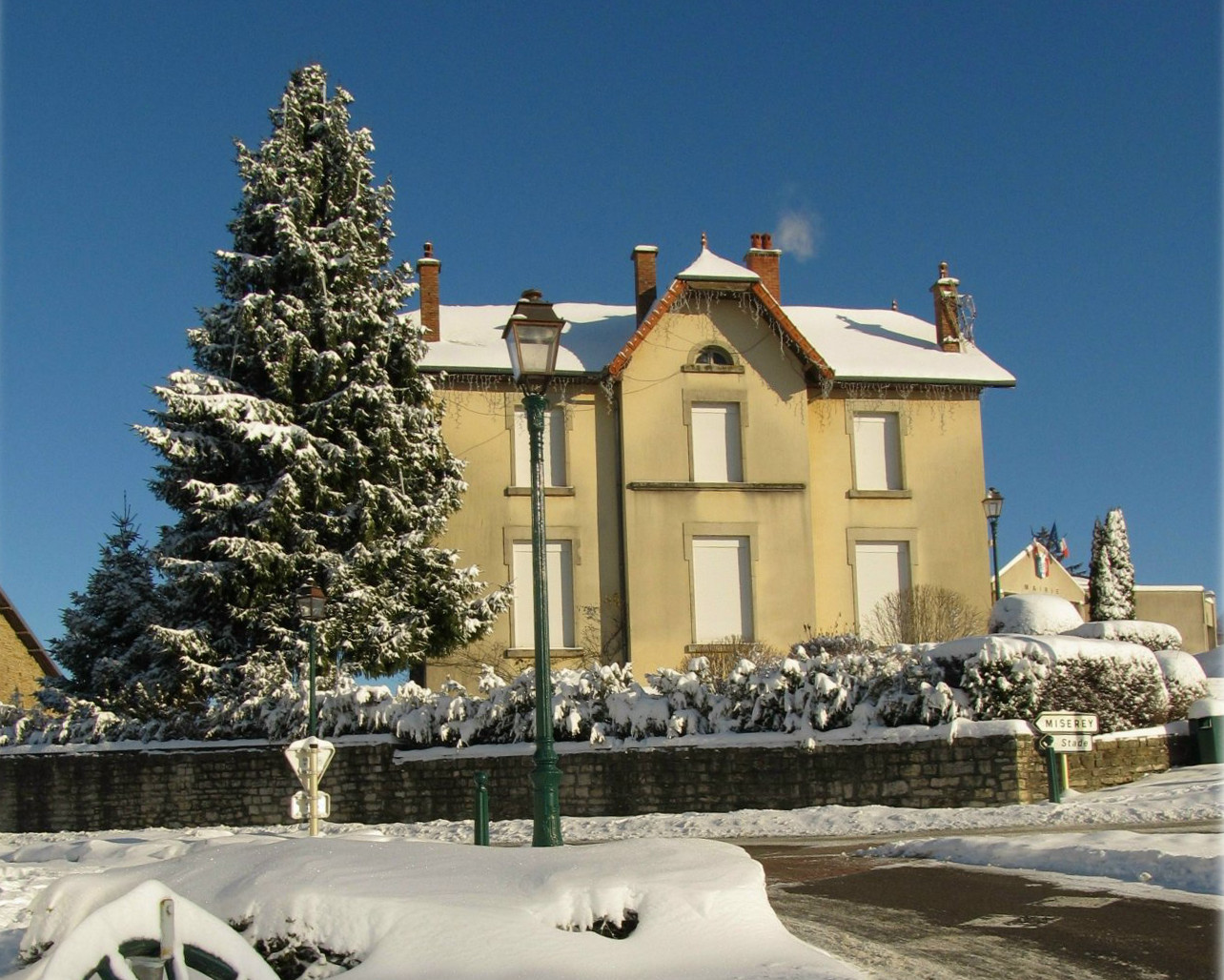
La mairie-école d'Ecole-Valentin